# Typhlodromus kadonoi
Typhlodromus kadonoi är en spindeldjursart som beskrevs av Ehara 1994. Typhlodromus kadonoi ingår i släktet Typhlodromus och familjen Phytoseiidae. Inga underarter finns listade i Catalogue of Life.